# Teoria clàssica del control

Un simple bucle de control de retroalimentació

La teoria clàssica del control és una branca de la teoria del control que s'ocupa del comportament dels sistemes dinàmics amb entrades, i de com el seu comportament es modifica mitjançant la retroalimentació, utilitzant la transformada de Laplace com a eina bàsica per modelar aquests sistemes.
L'objectiu habitual de la teoria del control és controlar un sistema, sovint anomenat planta, de manera que la seva sortida segueix un senyal de control desitjat, anomenat referència, que pot ser un valor fix o canviant. Per fer-ho es dissenya un controlador, que supervisa la sortida i la compara amb la referència. La diferència entre la sortida real i la desitjada, anomenada senyal d'error, s'aplica com a retroalimentació a l'entrada del sistema, per apropar la sortida real a la referència.
La teoria clàssica del control s'ocupa dels sistemes lineals invariants de temps (LTI) d'entrada única i sortida (SISO). Es pot calcular la transformada de Laplace del senyal d'entrada i sortida d'aquests sistemes. La funció de transferència relaciona la transformada de Laplace de l'entrada i la sortida.

## Realimentació
Per superar les limitacions del controlador de bucle obert, la teoria clàssica del control introdueix retroalimentació. Un controlador de llaç tancat utilitza retroalimentació per controlar estats o sortides d'un sistema dinàmic. El seu nom prové de la ruta d'informació del sistema: les entrades del procés (per exemple, la tensió aplicada a un motor elèctric) tenen un efecte sobre les sortides del procés (per exemple, la velocitat o el parell del motor), que es mesuren amb sensors i es processen pel controlador; el resultat (el senyal de control) es "refereix" com a entrada al procés, tancant el bucle.
Els controladors de llaç tancat tenen els següents avantatges respecte als controladors de llaç obert:
- rebuig de pertorbacions (com ara turons en un control de creuer)
- rendiment garantit fins i tot amb incerteses del model, quan l'estructura del model no coincideix perfectament amb el procés real i els paràmetres del model no són exactes
- es poden estabilitzar processos inestables
- sensibilitat reduïda a les variacions dels paràmetres
- millora del rendiment del seguiment de referència

En alguns sistemes, el control de llaç tancat i llaç obert s'utilitzen simultàniament. En aquests sistemes, el control de llaç obert s'anomena feedforward i serveix per millorar encara més el rendiment del seguiment de referència.
Una arquitectura comuna de controlador de bucle tancat és el controlador PID.

## Clàssic vs modern
Un sistema físic es pot modelar en el "domini del temps", on la resposta d'un sistema donat és una funció de les diferents entrades, els valors del sistema anteriors i el temps. A mesura que passa el temps, l'estat del sistema i la seva resposta canvien. No obstant això, els models de domini del temps per a sistemes es modelen amb freqüència mitjançant equacions diferencials d'ordre alt que poden arribar a ser impossibles de resoldre per als humans i algunes de les quals fins i tot poden arribar a ser impossibles per als sistemes informàtics moderns de resoldre de manera eficient.
Per contrarestar aquest problema, la teoria clàssica del control utilitza la transformada de Laplace per canviar una equació diferencial ordinària (ODE) en el domini del temps en un polinomi algebraic regular en el domini de la freqüència. Una vegada que un sistema determinat s'ha convertit en el domini de la freqüència, es pot manipular amb més facilitat. La teoria de control moderna, en lloc de canviar els dominis per evitar les complexitats de les matemàtiques EDO del domini del temps, converteix les equacions diferencials en un sistema d'equacions del domini del temps d'ordre inferior anomenats equacions d'estat, que després es poden manipular mitjançant tècniques d'àlgebra lineal.

## Transformada de Laplace
La teoria clàssica del control utilitza la transformada de Laplace per modelar els sistemes i senyals. La transformada de Laplace és un enfocament de domini de freqüència per a senyals de temps continus, independentment de si el sistema és estable o inestable. La transformada de Laplace d'una funció f(t), definida per a tots els nombres reals t ≥ 0, és la funció F(s), que és una transformada unilateral definida per
{\displaystyle F(s)=\int _{0}^{\infty }e^{-st}f(t)\,dt}
on s és un paràmetre de freqüència de nombre complex, amb nombres reals σ i ω .
Si suposem que el controlador C, la planta P i el sensor F són lineals i invariants en el temps (és a dir, els elements de la seva funció de transferència C(s), P(s) i F(s) no depenen del temps), els sistemes anteriors es poden analitzar mitjançant la transformada de Laplace sobre les variables. Això dona les següents relacions:
{\displaystyle Y(s)=P(s)U(s)\,\!}
{\displaystyle U(s)=C(s)E(s)\,\!}
{\displaystyle E(s)=R(s)-F(s)Y(s).\,\!}
La resolució de Y (s ) en termes de R (s ) dona
{\displaystyle Y(s)=\left({\frac {P(s)C(s)}{1+F(s)P(s)C(s)}}\right)R(s)=H(s)R(s).}
L'expressió {\displaystyle H(s)={\frac {P(s)C(s)}{1+F(s)P(s)C(s)}}} s'anomena funció de transferència de bucle tancat del sistema. El numerador és el guany cap endavant (bucle obert). {\displaystyle r} a {\displaystyle y}, i el denominador és un més el guany en donar la volta al bucle de retroalimentació, l'anomenat guany del bucle. Si {\displaystyle |P(s)C(s)|\gg 1}, és a dir, té una norma gran amb cada valor de s, i si {\displaystyle |F(s)|\approx 1}, doncs {\displaystyle Y(s)} és aproximadament igual a {\displaystyle R(s)} i la sortida segueix de prop l'entrada de referència.